# Plaza San Martín (Buenos Aires)
Plaza San Martín è una delle piazze principali di Buenos Aires, capitale dell'Argentina. È situata nel barrio di Retiro, ed è delimitata da Florida, Avenida del Libertador, Maipú, Avenida Santa Fe e Avenida Leandro Alem.
La piazza è servita da una stazione (San Martín) della Linea C della metropolitana di Buenos Aires.

## Storia
Originariamente l'area dell'attuale piazza era occupata da un convento di monaci, da un fortino e da un'arena per la tauromachia. che Successivamente l'area fu venduta alla South Sea Company britannica che trasformò l'area nel mercato degli schiavi della città. Nel 1807, durante la seconda invasione inglese del Rio de la Plata, la zona fu teatro di una vittoria delle milizie locali sul corpo di spedizione britannico guidato da John Whitelocke. Nel 1812 vi fu insediata per volontà del generale José de San Martín la caserma del Reggimento dei Granaderos a Cavallo, mentre l'anno seguente, con l'abolizione della schiavitù, il mercato degli schiavi fu chiuso.
Nel 1878, in occasione del centenario della nascita del Libertador, la piazza fu intitolata a San Martín. Nel 1883 il forte, l'arena e altri edifici furono demoliti nel corso di un primo intervento guidato dagli architetti Edward Taylor e José Canale e pianificato dalla Municipalità per ridisegnare la fisionomia della piazza. Sei anni dopo l'architetto Charles Thays ultimò la trasformazione della piazza conferendogli la forma attuale
Sul finire del XIX secolo plaza San Martín fu scelta dalle grandi famiglie dell'aristocrazia cittadina come sede delle loro nuove dimore. Fu così che sorsero alcuni dei più importanti edifici privati della città, come il Palazzo San Martín, il Palazzo Haedo ed il Palazzo Paz. Nel 1936 la piazza assunse il suo aspetto attuale con la realizzazione della spianata e del limitrofo Edificio Kavanagh.